# 威利莫因
拿督威利莫因（?年6月3日），马来西亚政治人物，为砂拉越土著保守联合党成员，现任砂拉越婆罗洲高原国会议员。他自2020年3月至2022年11月分别在两个不同的政权担任马来西亚种植及原产业部副部长。

## 生平

### 早期
威利莫因出生于砂拉越婆罗洲高原的Kampung Bratan，他的叔叔耶里稣修（Jerip Susil）曾任砂拉越公共卫生部助理部长和砂拉越曼旺洲议员。

### 政治生涯
威利莫因在从政之前，曾在私营公司从事科技软件工程师（IT）的工作。他早年经常在吉隆坡参加示威游行和政治演讲，直到2009年被砂拉越公正党领袖说服后正式加入人民公正党。
直到2011年，威利莫因决定在政治上更加活跃，决定辞去私营公司的工作，参与同年砂拉越班戈（Bengoh）的州补选，但最终输给与他有亲戚关系的耶里稣修。之后在2013年马来西亚大选和2016年砂拉越州選舉中，他代表人民公正党竞选同名的曼旺议席（Mambong），但两次都分别败给人联党（SUPP）候选人的詹姆士达弗和他的叔叔耶里稣修。直到他在2018年第14届全国大选竞选婆罗洲高原国会议席时才取得首次胜利。
自2017年起，威利莫因致力为贫困家庭的学生提供学费资助，直至完成中5教育的需求，他还为优秀学生提供经济奖励，并为成千上万在大学和其他高等教育机构求学的婆罗洲高原的学生提供经济援助。

### 国会议员（2018年至今）
2018年第14届全国大选同步举办的砂拉越选举中，威利莫因代表人民公正党负责上阵砂拉越的P198婆罗洲高原国会议席。该议席原由国阵土保党的詹姆士达弗领导，不过他在选前宣布不参与捍卫该议席，改为另一名国阵土保党侯选人Genot Sinel出战。威利莫因成功在该议席的三角战中以18,885票和4,005的多数票获得胜利。这也是砂拉越土保党（PBB）自1974年以来首次失去该议会席位。
2020年2月24日，马来西亚政坛发生政治危机，导致执政的希盟政府垮台。同一时刻，同为执政党联盟的人民公正党因派系斗争，导致时任署理主席阿兹敏阿里带领包括威利莫因在内的总共11名国会议员集体退出公正党和希盟，并组成一个独立议员团体，以观察政局变化。他在该团体期间曾就支持马哈迪·莫哈末还是安华·依布拉欣的问题上犹豫不决，并透过Facebook向所属选区的民众征求意见，随后他与实兰沟议员巴鲁比安和砂拉卓议员阿里比朱发表联合声明，表示全力支持马哈迪提出建立联合政府的呼吁和继续领导国家。几天之后，威利莫因与其它一同退出公正党的国会议员加入土著团结党（除了实兰沟国会议员巴鲁比安）。并从3月1日起，他被任命为囯民联盟政府的种植及原产业部副部长。他不同于阿兹敏阿里与祖莱达等其它前公正党议员事后被指责违反与公正党在大选前签署的反跳槽协议。威利莫因在同年8月透露，他是以独立议员的身份支持国民联盟及砂拉越政党联盟，但基于技术缘由，他被归纳为国民联盟成员。他也对公正党的反跳槽协议表示，他自加入公正党以来从没有签署过任何合约或协议，若接到公正党向他索赔的任何信函，他不排除带上法庭。
2021年8月16日，国盟政权受到昔日盟友的巫统和在野党希望联盟的政治压迫，导致政权垮台。时任首相慕尤丁同日宣布辞职和内阁解散，威利莫因也透过Facebook宣布已从政府内阁中辞去种植及原产业部副部长的职务。不过在慕尤丁与继承人依斯迈沙比礼进行政治协商中，后者同意保留前朝内阁大部分成员的职位，威利莫因随着在5天后的8月21日恢复原职，继续担任种植及原产业部副部长职位。9月12日，威利莫因第二次确诊了COVID-19，在双溪毛糯医院治疗隔离10天。同年12月举行的第12届砂州选举竞选期间，威利莫因公开支持砂拉越政党联盟（GPS）侯选人竞选婆罗洲高原国会议席其下的三个州议席，并表示愿意提供任何帮助，同时他也希望砂拉越联盟能在下届大选中幫助他捍卫自己的议席。他以国民联盟在砂拉越的代表成员身份，亲自协助砂拉越政党联盟的候选人Jerip keluar争取选民支持，以捍卫曼旺州议席（Mambong）。不过砂拉越土保党在州选后放话，强调该党不会在下届国会选举中让出婆罗洲高原国会议席的出战权。
2022年6月20日，威利莫因透露，他在几个月前提出了加入砂拉越土保党（PBB）的申请，正等待后者的答应。同时他进一步透露，自希盟政权垮台以来他沒有加入任何政党，但在技术上为了达到支持国民联盟的人数，他被归入为土团党成员。1个月后的7月12日，威利莫因在出席一场文化活动的记者会声称，他没意返回人民公正党，也拒绝就加入土保党一事作出回应。然后在8月6日，土保党证实已经收到他的入党申请书。
2022年9月17日，他在参与一场非政府组织的活动上为可能举行的第15届马来西亚大选动向表示，他决定将所属的婆罗洲高原国会议席和会被委派上阵的代表议席交予党领导层决定，并表示希望继续在现议席上服务。而在11月5日提名日，他获得砂盟土保党委派捍卫该议会席位。他在选举中以压倒性的13,338票多数优势击败来自人民公正黨的候选人成功捍卫议会席位。

## 轶事
2018年马来西亚大选结束后，威利莫因前往砂拉越婆罗洲的Kampung Bratan社区，向支持他的选民表达谢意，并打趣的宣布民众无需以敬语来称呼他：
|  | 虽然在官方上称呼我是Yang Berhormat (YB)，但请不要叫我YB，可以叫我‘威利先生或兄弟’。 |

### 议会厅被爆粗口事件
2018年8月7日，威利莫因在马来西亚国会下议院进行有关讨论销售税和服务税的法案过程中，引用早前网络上流传巫统巴当岸国会议员邦莫达进入赌场的照片向对方表示：
|  | 京那峇当岸（邦莫达）去赌场吗。 |

气得邦莫达甚至使用了脏话批评威利莫因，更提出要对方与他出去议会厅外单挑，引起国会朝野议员一片喧闹。最终在副议长莫哈末拉昔宣布议会午休过后，邦莫达表示收回言论，但随即又指控威利莫因「嫖妓」，再次激起希盟国会议员的抗议声浪，不过威利莫因当时没有在议会厅内，因此没有听到邦莫达这番话，而邦莫达在被议会警告后收回了言论。

## 争议

### 国会比中指争议
2020年12月1日，威利莫因被指控在国会议会厅讨论《2021年马来西亚联邦政府财政预算案》的部门委员会过程中比中指，而遭在野党希盟国会议员投诉。多名希盟国会议员声称，他们看到威利莫因在议会厅向著在野党方向比中指的举止，要求他公开道歉，但威利莫因对此作出否认，认为是在野党议员看错。希盟民主行动党武吉牛汝莪国会议员蓝卡巴星要求调查闭路电视，惟议长阿兹哈·哈仑无视议会厅的抗议声音，直接宣布休会。希盟国会议员随后各自在社交网络揭露此事，并上载了当时威利莫因举起手的视频。隔日，议长阿兹哈·哈仑再被询问有关事件时表示，他在反复观看视频后仍无法确认威利莫因是否在议会厅内比中指，建议对此不满的议员提呈动议，引起23名希盟国会议员在12月4日联署提呈动议，要求将威利莫因提交到特权委员会。威利莫因坚决否认有比中指，并肯定表示有关事件只是视觉角度的问题，指在野党议员们选择将有关事件政治化，也会准备在特权委员会中向有关议员做出挑战。

## 封衔
- 聯邦直轄區：
  -  联邦直辖区拿督勋章 (PMW) – 拿督 (2021)[29][30]

## 选举成绩
| 年份 | 选区                   | 候选人 | 候选人                   | 得票数 | 得票率 | 竞选对手                           | 竞选对手                    | 得票数 | 得票率 | 总票数 | 多数票 | 投票率 |
| ---- | ---------------------- | ------ | ------------------------ | ------ | ------ | ---------------------------------- | --------------------------- | ------ | ------ | ------ | ------ | ------ |
| 2013 | 砂拉越 P198 曼旺       |        | 威利莫因（人民公正党）   | 10,740 | 33.66% |                                    | 詹姆士达弗（砂拉越土保党）  | 20,461 | 64.13% | 32,695 | 9,721  | 77.21% |
| 2013 | 砂拉越 P198 曼旺       |        | 威利莫因（人民公正党）   | 10,740 | 33.66% | Dripin Sakoi（砂拉越革新党）       | 704                         | 2.21%  |        | 32,695 | 9,721  | 77.21% |
| 2018 | 砂拉越 P198 婆罗洲高原 |        | 威利莫因（人民公正党）   | 18,885 | 54.65% |                                    | Genot Sinel（砂拉越土保党） | 14,860 | 43.05% | 35,142 | 4,005  | 76.10% |
| 2018 | 砂拉越 P198 婆罗洲高原 |        | 威利莫因（人民公正党）   | 18,885 | 54.65% | Buln Patrick Ribos（砂拉越革新党） | 795                         | 2.30%  |        | 35,142 | 4,005  | 76.10% |
| 2022 | 砂拉越 P198 婆罗洲高原 |        | 威利莫因（砂拉越土保党） | 29,457 | 57.58% |                                    | Diog Dios（人民公正党）     | 16,119 | 31.51% | 51,794 | 13,338 | 64.73% |
| 2022 | 砂拉越 P198 婆罗洲高原 |        | 威利莫因（砂拉越土保党） | 29,457 | 57.58% | Iana Anak Akam（砂全民党）         | 5,578                       | 10.90% |        | 51,794 | 13,338 | 64.73% |

| 年份 | 选区     | 候选人 | 候选人                 | 得票数 | 得票率 | 竞选对手                                 | 竞选对手                     | 得票数 | 得票率 | 总票数 | 多数票 | 投票率 |
| ---- | -------- | ------ | ---------------------- | ------ | ------ | ---------------------------------------- | ---------------------------- | ------ | ------ | ------ | ------ | ------ |
| 2011 | N19 文莪 |        | 威利莫因（人民公正党） | 4,447  | 30.72% |                                          | 耶里稣修（砂拉越人民联合党） | 8,093  | 55.91% | 14,830 | 3,646  | 67.55% |
| 2011 | N19 文莪 |        | 威利莫因（人民公正党） | 4,447  | 30.72% | Wejok Tomik（独立人士）                  | 1,007                        | 6.96%  |        | 14,830 | 3,646  | 67.55% |
| 2011 | N19 文莪 |        | 威利莫因（人民公正党） | 4,447  | 30.72% | Richard @ Peter Margaret（砂拉越国民党） | 928                          | 6.41%  |        | 14,830 | 3,646  | 67.55% |
| 2016 | N19 曼旺 |        | 威利莫因（人民公正党） | 2,645  | 22.74% |                                          | 耶里稣修（砂拉越人民联合党） | 6,161  | 52.96% | 11,904 | 3,333  | 68.15% |
| 2016 | N19 曼旺 |        | 威利莫因（人民公正党） | 2,645  | 22.74% | 桑展达益（民主行动党）                   | 2,828                        | 24.31% |        | 11,904 | 3,333  | 68.15% |

## 备注
1. ↑  11名退出公正党的国会议员和代表议席分别是阿兹敏阿里（鹅唛）、祖莱达（安邦）、赛夫丁阿都拉（英德拉马哥打）、巴鲁比安（实兰沟）、卡玛鲁丁·查法（英语：Kamarudin Jaffar）（敦拉萨镇）、曼梳奥曼（高渊）、莫哈末拉昔（峇株巴辖）、山达拉古玛（英语：Edmund Santhara Kumar Ramanaidu）（昔加末）、阿里比朱（英语：Ali Biju）（砂拉卓）、威利莫因（婆罗洲高原）和佐纳丹耶幸（英语：Jonathan Yasin）（兰瑙）